# منفضة ريشية
المنفضة الريشيّة أو فقط المِنْفَضَة أو المِهَفّة هي منفضة تستخدم في التنظيف وإزالة الغبار، وتُصنع من ريش نعام ذكر أو أنثى مع مقبض لتثبيت الريش عليه والذي يمكّن من الإمساك والتحكم بالمنفضة، يترواح طول المنفضة من 36 إلى 81 سم.